# 자이언트대서양나무쥐
자이언트대서양나무쥐(Phyllomys thomasi)는 가시쥐과에 속하는 남아메리카 설치류의 일종이다. 브라질 상파울루주 연안의 상 세바스티앙 섬의 토착종으로 일하벨라 주립공원에서 보호하고 있다.